# Talitha
Talitha (Iota de l'Ossa Major / ι Ursae Majoris) és el novè estel més brillant en la constel·lació de l'Ossa Major, amb magnitud aparent +3,12. El seu nom prové tant de l'àrab com del llatí. La paraula Talitha («tercer») prové de l'àrab i fa referència al «tercer salt», ja que per als antics àrabs, els estels que nosaltres associem amb les potes de l'ossa eren les petjades de gaseles saltant. La paraula Borealis, provinent del llatí, al·ludeix a la seva condició d'estel del nord, per diferenciar-la de Talitha Australis (κ Ursae Majoris), situada al sud.
Talitha és un sistema estel·lar relativament proper, a 47,7 anys llum de la Terra. Talitha Borealis A, la component principal, és un estel blanc de 8.165 K de temperatura. No se sap amb certesa si encara s'hi troba en la seqüència principal o si, per contra, havent-la abandonat ja, és una subgegant. Generalment considerada de tipus espectral A7 IV, brilla amb una lluminositat 9 vegades major que la lluminositat solar. Així mateix, constitueix una binària espectroscòpica les components de la qual tenen un període orbital de 4.028 dies.
A una distància mitjana de 132 ua, amb un període orbital de 818 anys, s'hi troba un segon estrella binària, i les seves components denominades Talitha Borealis B i Talitha Borealis C. Ambdues són nanes vermelles de tipus espectral M1 V, separades 10 ua i el seu període orbital és de 39,7 anys.